# Кромино (Сокольский район)
Кромино — упразднённая деревня в Сокольском районе Вологодской области.
Входила на момент упразднения в состав Архангельского сельского поселения (с 1 января 2006 года по 13 апреля 2009 года входила в Кокошиловское сельское поселение), с точки зрения административно-территориального деления — в Кокошиловский сельсовет.
Расстояние до районного центра Сокола по автодороге — 46 км, до центра муниципального образования Нестерова по прямой — 8 км. Ближайшие населённые пункты — Великий Двор, Середнее, Покровское.
По данным переписи в 2002 году постоянного населения не было.
Упразднена 20 ноября 2020 года.